# 漫才千花
《漫才千花》（まんざいせんか）是由宫来あじ创作的一部轻小说。2013年第4届京都动画大赏中获得小说部门奖励赏。